# براون استرومن
آدام شِر (به انگلیسی: Adam Scherr) (زادهٔ ۶ سپتامبر ۱۹۷۹) کشتی‌گیر حرفه‌ای و است که با دبلیودبلیوئی قرارداد داشت و با نام «بِراون اِسترُومَن» فعالیت می‌کرد او به‌‌طور مستقل در برند راو و اسمکداون حضور داشت.وی هم اکنون در سال 2025 در ۱می از کمپانیWWEاخراج شده است.وی تا ب حال برنده کمر بند های یونیورسال و اینترکانتینتال شده ، براون استرومن یکی از بهترین و پرطرفدارترین سوپراستار WWE است. همچنین قویترین کشتی گیر WWE به حساب می آید او با قدرت فوق العاده زیادی که دارد قادر است ماشین ها را واژگون کند ، همچنین با توجه به قد، هیکل، قدرت باورنکردنی و هیبت زیادی که دارد لقب هیولا به او داده شده است و اکثر کشتی گیران از او حساب می برند به طوری که برخی کشتی گیران هم با شنیدن تم ورود او رینگ را ترک میکنند.فینیشر اصلی او رانینگ پاوراسلم است که جزء فینیشر های دردناک و خطرناک به حساب می آید. در سال 2015 وقتی که براون استرومن عضو گروه وایت فمیلی بود در یک مسابقه که به هم تیمی هایش کمک کرد رومن رینز و دین امبروز را در عرض دو دقیقه نابود کرد.در سال 2017 قبل از مسابقه با براک لزنر دوبار با هم درگیر شدن که هر دوبار در کمتر از یک دقیقه براک لزنر را ناک اوت کرد.سال 2017 در یک بتل رویال 13 کشتی گیر به استرومن حمله کردند ولی نتوانستند او را حذف کنند بعد با کمک چند نفر دیگر که مجموعأ 17 نفر بودن موفق شدن این هیولا را حذف کنند در تاریخ کشتی کج هیچ کدام از غول ها از جمله آندرتیکر، بیگ شو، اوماس و... برای حذف کردن آنها احتیاج به 17 نفر نبوده و استرومن رکورددار است. در رویال رامبل 50 نفره عربستان سال 2018 استرومن 13 نفر را حذف کرد و قهرمان شد همچنین رکورددار بیشترین حذف کننده را دارد. براون استرومن در سال 2022 بعد از یک سال که WWE را ترک کرده بود دوباره بازگشت ولی به علت کاهش وزن ناگهانی اش به شدت از قدرتش کاسته شده و اصلا با زمان قبل از لاغری قابل مقایسه نیست.او همیشه به طرفدارانش و به خصوص کودکان احترام زیادی می گذارد. از درگیری‌های معروف او درگیری با رومن رینز و براک لزنر و بیگ شو و اوماس  و کین و ست رالینز و بابی لشلی و درو مکینتایر و گلدبرگ و جان سینا و جیکوب فاتو و ای ال نایت و آندرتیکر و سولو سیکوا میتوان اشاره کرد.

## دوران تمرین(۲۰۱۵ تا ۲۰۱۶)
استرومن با کمپانی دبلیودبلیوئی در سال ۲۰۱۳ قرارداد بست و در ۱۹ دسامبر ۲۰۱۴ در nxt حضور یافت و بعد از آن چند وقتی را در گروه Rosebuds سپری‌کرد.

## خانواده وایت

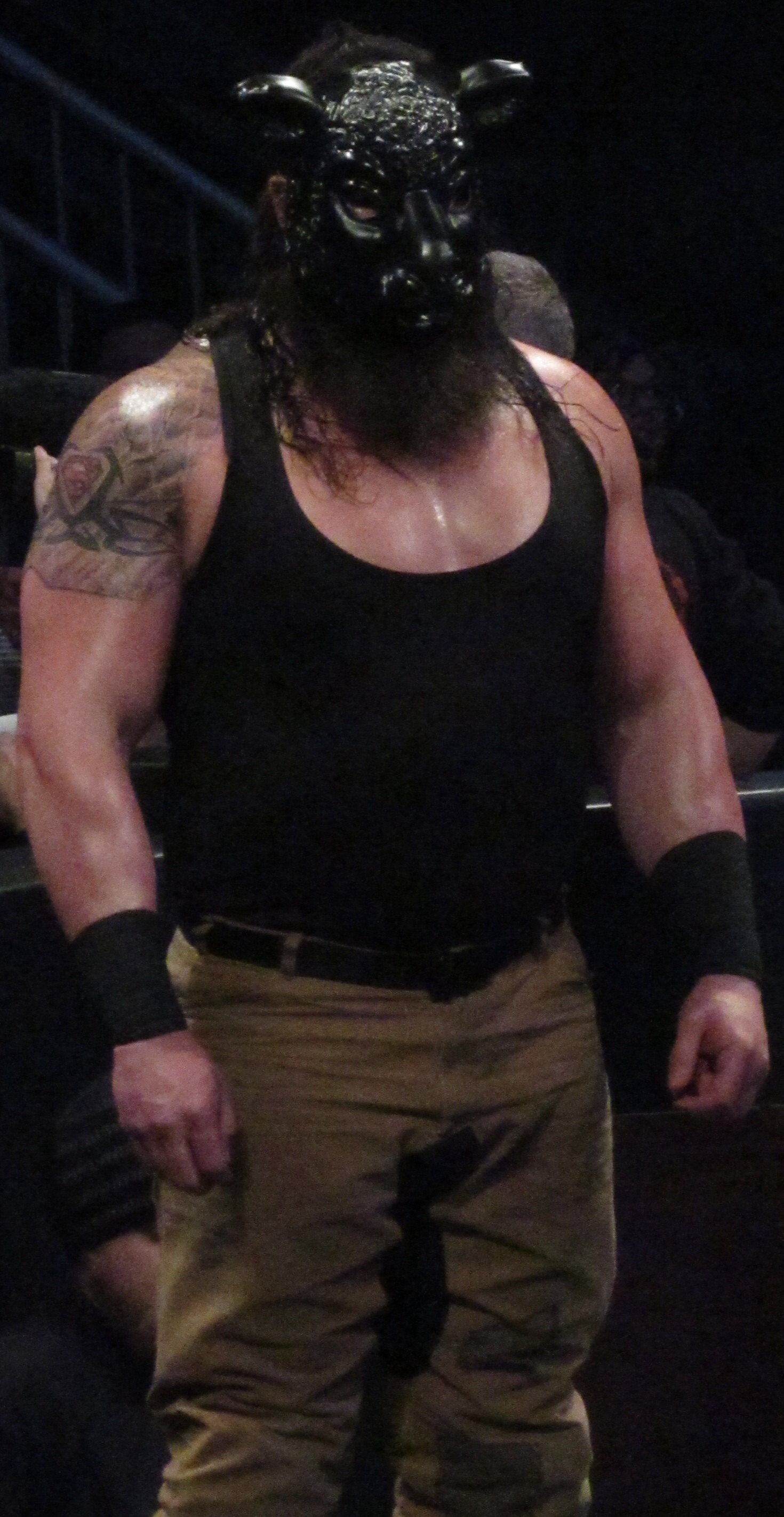
اولین حضور استرومن در دبیلو دبلیو ای به عنوان عضو جدید وایت فمیلی ژانویه ۲۰۱۶

در ۲۴ اوت ۲۰۱۵ استرومن توسط بری وایت به عنوان عضو جدید گروه وایت فامیلی معرفی شد و در همان بدو ورود به «دین امبروز» و «رومن رینز» حمله کرد، در ۳۱ اوت اولین مسابقه تک به تک خورد را با «امبروز» داشت و با رد صلاحیت پیروز شد.در شب قهرمانان ۲۰۱۵ مسابقه ای ۳ به ۳ بین «وایت فمیلی» و «دین امبروز» و «کریس جریکو» و «رینز» برگزار شد، در حین مسابقه هنگامی که «رینز» میخواست «اسپیر بزند» تگ کرد و همین علت باخت آن‌ها به «وایت فامیلی» شد. همچنین در تی ال سی ۲۰۱۵ با «وایت فامیلی» موفق به شکست The ECW Originals شدند. در «رویال رامبل ۲۰۱۶» «استرومن» ۵ نفر حذف کرد و خودش هم توسط «لزنر» حذف شد و بعد از آن به کمک بقیه اعضای «وایت فامیلی» «لزنر» را حذف کرد. «استرومن» و بقیه اعضا حملاتی به «رایبک» و «بیگ شو کین» داشتند و همین باعث مسابقه‌ای در «فستلین ۲۰۱۶» شد که این مسابقه را شکست خوردند و اما در شب بعدی «راو» جبران کردند. و همچنین «استرومن» در «بتلگرند ۲۰۱۵» مسابقه‌ای تگ تیمی علیه «نیودی» داشت. همچنین «استرومن» و دیگر اعضای «وایت فامیلی» سعی بر حمله به «راک» و «جان سینا» در «رسلمانیا ۳۲» داشتند.

## هیولایی میان انسان ها (۲۰۱۶ تا ۲۰۱۷)
در سال ۲۰۱۶ «روئن» و «وایت» به «اسمکدون» منتقل شدند و «استرومن» هم به «راو» منتقل شد. در شب بعد «راو» «استرومن جیمز الورث» را شکست داد و «کریر» سینگل خود را آغاز کرد. در ۵ سپتامبر «سین کارا» به «استرومن» بی‌احترامی‌کرده و او را چلنج کرد و در دو مسابقه یکی به صورت Countout و دیگری با «پین فال» (سین کارا) شکست خورد. در ۱۷ اکتبر «استرومن» با «سمی زین» رو به رو شد و به راحتی پیروز شد. در هفته بعد این دو دوباره با هم مسابقه دادند اما قبل از اینکه مسابقه شروع شود به یکدیگر حمله کرده و نتیجه مسابقه معلوم نشد. در ۳۱ اکتبر «استرومن» با حذف «سمی زین» در مسابقه «بتل رویال» به یکی از اعضای مسابقه ۵ به ۵ تگ تیمی حذفی در «فست لین ۲۰۱۶» تبدیل شد. «استرومن» «دین امبروز» را در «فست لین ۲۰۱۶» حذف کرد و وقتی که میخواست به داخل رینگ برود «جیمز الورث» پای او را از زیر رینگ گرفت و «استرومن» حذف شد. «استرومن» پس از حذف شدن «جیمز الورث» بر روی میزی پرت کرد. در ۱۳ دسامبر «میک فولی» مسابقه‌ای «بین زین» و «استرومن» در «رد بلاک ۲۰۱۶» ترتیب داد. مسابقه‌ای ده دقیقه‌ای که اگر «سمی زین» پیروزنمی‌شد برند بود و همین اتفاق هم افتاد و پیروز شد. درگیری این دو در «لست من استدینگ» به تاریخ ۲ ژانویه ۲۰۱۷ که پیروز «استرومن» بود پایان یافت. در «رویال رامبل ۲۰۱۷» «استرومن» در مسابقه «کوین اونز» و «رومن رینز» دخالت کرد و با حمله خود به «رومن» باعث پیروزی او نیز شد. در همان شب «استرومن» در «رویال رامبل» به عنوان نفر هفتم وارد شد و «موجو رالی»، «بیگ کس»، «مارک هنری»، «کالیسترو»، «بیگ شو»، «جیمز الورث»، «تای دلینجر» را حذف کرد و بعد هم «دین امبروز» و «کوریبن» و «زین» سه نفری به او حمله کرده و با همکاری هم او را حذف کردند. در ۳۰ ژانویه «استرومن» «کوین اونز» را برای «کمبرندش» چلنج کرد و «رومن رینز» در حین مسابقه به او حمله کرد و «استرومن» به DQ پیروز شد اما برای کمبرند حتماً باید یا حریف پین شود یا تسلیم شود و کمربند همچنان دست «اوونز» ماند. در «فست لین ۲۰۱۷» «استرومن» از «رومن» شکست خورد. همچنین «استرومن» «رومن» را در «پی بک ۲۰۱۷» شکست داد.

## درگیری با براک لزنر
همانطور که می‌دانیم «براک لزنر» در بین همهٔ کشتی گیرها یک سرو گردن از بقیه بالاتر است و تعداد مسابقه‌هایی که شکست خورده انگشت شمار است. علیه «تریپل اچ» در «رسلمانیا ۲۹» «ادی گررو» و «جان سینا» در «اکستریم رولز ۲۰۱۲» «بیگ شو-گلدبرگ»، «آندرتیکر وست رالینز» در «سامراسلم ۲۰۱۹». اما از آن طرف هم هیولایی دیگر مشغول به نابودی کشتی‌گیران کرده بود و آن کسی نبود به جز «براون استرومن». کسی که حتی «رومن رینزی» که «اندرتیکر» را شکست داده بود به زانو درآورد. کسی که «بیگ شو» را چنان در رینگ کوبید که رینگ نابود شد. «براون استرومن» جزو چلنجرها و خواستارهای «کمربند یونیورسال» بود. در «سامر اسلم ۲۰۱۷» مسابقه‌ای بین «لزنر» و «ساموا جو» و «روم»ن و «استرومن» برگزار شد و «استرومن» پس از بدو اغاز مسابقه شروع به حملات سهمگین به «لزنر» کرد و او را بر روی میز پاور اسلم کرد و سپس میز دیگر را روی او انداخت و «لزنر» با برانکار راهی بیرون شد و همه ما بر این باور بودیم که قهرمانی لزنر پایان یافته و «دیوی» (لقب براک لزنر) دیگر جای او را خواهد‌گرفت اما ناگهان «لزنر» به مسابقه بازگشت و در مسابقه نتیجه باورنکردنی داشت. «براک لزنر» پیروز شد. در هفته‌های بعد «استرومن» بازهم به دنبال «لزنر» بود و خواستار مسابقه‌ای دیگر و چند‌باری هم این صحبت‌ها تبدیل به درگیری شدید شد و همهٔ کشتی‌گیران آمدند تا این دورا جدا کنند. در یکی از شوها «براون» به «لزنر» حمله کرد و «براک» هم او را سوپلکس کرد و همه منتظر بودند که حداقل به مدت ۵ ثانیه «استرومن» روی زمین بخوابد اما درجا پس از سوپلکس شدن بلند شد به «لزنر» حمله کرد و گفت: «من از براک نمی‌ترسم، براک از من می‌ترسد.» سپس این درگیری این دو به نو مرسی ۲۰۱۷ رانده شد و دوباره پس از شروع شدن مسابقه «استرومن» حملاتی سهمگین به «لزنر» کرد و این بار بود که باز هم ما بر این باور بود که «استرومن» پیروز شود اما «لزنر» پس از دقایقی خود را جمع و جور کرد و چند سوپلکس به «براون» زد و «براون» هم گیج شد و بعد هم با یک F5 «لزنر» پیروز شد. اما این پایان کار نبود.

## افتخارات و عناوین جدید (۲۰۱۸ تا کنون)
در ۱۲ مارچ بود که بتل رویال ترتیب داده شد تا تیم برنده به مصاف «سزارو» و «شیمس» برای کمربندهای تگ «تیم راو» برود که ناگهان صدای ورودی «براون استرومن» آمد و خواستار شرکت در مسابقه شد و داور به او گفت: «که هم تیمیت کجاست؟» و «براون» فریاد زد: «مسابقه را آغاز کن» «براون استرومن» پیروز مسابقه شد و همه را حذف کرد. «سزارو» و «شیمس» هم شگفت زده بر روی میزهای گزارشگرها ایستاده بودند. در هفته‌های بعد «شیمس» و «سزارو» شروع به مسخره کردن «استرومن» کردند و گفتند: «تو نمی‌توانی هر دوی مارا شکست دهی، اگر هم می‌توانستی بدون تگ تیم نمی‌توانی وارد مسابقه شوی.» «استرومن» وارد رینگ شد و گفت: «من برادر خود را به عنوان تگ تیم آورده ام» بعد هم خارج شد و این بار «براون استرومن» عینک زده و لباس سفیدی پوشیده بود و گفت: «من برادر استرومن هستم.» و هردوی آن هارا زد. دست آخر هم «سزارو» و «شیمس» به «رسلمانیای ۳۴» رفتند و مقابل «براون استرومن» قرار گرفتند و «براون» هم کودکی را از تماشاچی‌ها بیرون آورد و به عنوان یار خود معرفی کرد (نام آن کودک نیکولای بود). «نیکولای» و «استرومن» قهرمان تگ تیم راو شدند. اما درهفته بعد «استرومن» و «نیکولای» آن هارا واگذار کرده و «استرومن» گفت: «وقتی که نیکولای بزرگ شد، دنبال این کمربندها خواهد آمد».همچنین «استرومن» در «گریتست رویال رامبل ۲۰۱۸» هم پیروز شد و رکورد ۱۲ حذف شده «رومن» را شکست (۱۳ نفر را حذف کرد). درگیری هم با «سمی زین» و «کوین اونز» داشت که در «بکلش ۲۰۱۸» با تگ تیم خود یعنی «بابی لشلی»، «سمی» و «کوین» را شکست دادند. در ۷ می «استرومن» «کوین اونز» را شکست داد و به «مانی این د بنک ۲۰۱۸» راه یافت. در «مانی ای دبنک» هم کیف را برد. در هفته‌های بعد «کوین اونز» پیشنهاد دوستی به «استرومن داد» و «استرومن» هم در هفته‌های پیاپی «کوین اونز» به شدت کتک زد و در آخرین بار هم او را در خانه ای چوبی که  در آن پنهان بود حبس کرد و پایین استیج ورودی راو انداخت و در پی آن در «اکستریم رولز ۲۰۱۸» با پایین انداختن اونز از استیل کیج شکست خورد و اونز هم به شدت آسیب دید. اونز هم پس از به دست آورد سلامتیش «استرومن» را به مسابقه‌ای که اگر اونز به هر طریقی برد کیف «مانی این د بنک مال» اوست چلنج کرد و «استرومن» هم تأیید کرد. همچنین «استرومن» بارها تاکیید کرده و گفته‌است در مسابقه «رومن» و «لزنر» سر کمبرند یونیورسال کیف خود را کش خواهد‌کرد و قهرمان خواهد شد. اما در آن بازی نتوانست «کش این کند» و «رومن رینز» با پیروزی بر «لزنر» قهرمان شد. شب بعد «براون» تلاش دوباره مرد که قبل از کش کردن گروه شیلد متحد شده و «براون» را روی میز کوبیدند. درگیری «رومن» و «استرومن» به «هل این سل» رسید. در «هل این سل» «براون» بایستی مش این کرده و «رینز» باید از عنوان قهرمانی‌اش دفاع کند. اما بخاطر دخالت «براک لزنر» این بازی مساوی شد. در «سوپر شو داون براون» «استرومن» به همراه «درو مک اینتایر» و «دولف زیگلر» شکستی به «گروه شیلد» خردند. ولی در «راو» همان هفته برنده شدند. در ۲ نوامبر «براون استرومن» و «براک لزنر» و «رومن رینز» بر سر قهرمانی یونیورسال به مصاف هم خواهند‌رفت. اما «رومن رینز» به دلیل درگیری با سرطان خون وادار به ترک دبلیودبلیوئی شد و بازی قهرمانی بین «براک» و «براون» برگزار شد. اما قبل از شروع شدن بازی «بارون کربین» که با «بران استرومن» اختلافاتی داشت به او حمله کرد و این امر باعث شد تا «براک لزنر» باری دیگر قهرمان شود. «استرومن» در شو راو بعد از «کرون جول» «بارون کوربین» حضور وی را در تیم راو برای بازی در سوروایور سریز قطعی کرد، همان موقع او حمله کرد. کوربین گریخت و هر کشتی‌گیری که برای حفظ جان «کربین» آمد توسط «استرومن» کتک خرد. در سوروایور سریز «استرومن» به تنهایی ۴ تن از اعضای تیم اسمکداون را حذف کرد. سرانجام بازی وی با «کوربین» در تی ال سی قطعی شد. به شرطی که اگر او برنده شود می‌تواند بر سر قهرمانی یونیورسال با «لزنر» بجنگد. او بازی را برد و «کوربین» از مقامش در برند راو خلع شد. ولی «کوربین» در سال جدید «استرومن» را خشمگین کرد و این مسئله باعث شد «براون» حمله کند و به وی و مابقی آسیب رساند. سرانجام «وینس مکمن» از او جریمه گرفت و او را از بازی در برابر «لزنر» محروم کرد. این موضوع او را عصبی کرد و ماشین «مکمن» را چپ کرد.او در می سال ۲۰۲۵برای بار دوم از کمپانیWWEتوصت تریپل اچ اخراج شد او در ان زمان در شو اسمکدان بود و با گروه بلادلاین جدید در فیود بود وبیشتر باجیکوب فاتوکه او هم در گروه بلادلاین جدید بود در فیود بود او در رویال رامبل ۲۰۲۵ شرکت کرد ولی زود حذف شد وقتی او وارد شد غول انجا بود ولی بعد جان سینا به عنوان شماره ۲۳ وارد شد و همان اول رفت سراغ استرومن و اون رو با اجرای حرکت ای ای براون رو حذف کرد.او در مقدماتی الیمنیشن چیمبر ۲۰۲۵ شرکت کرد و باید مسابقه سه نفره انجام میداد ودر صورت برد یکی از ۶شرکت کننده مسابقه الیمنیشن چیمبر می شود در ان مسابقه مقدماتی براون استورمن باید مقابل جیکوب فاتو و دیمین پریست قرار میگرفت ولی آن مسابقه رو باخت و دیمین پرست برنده شد و به الیمنیشن چیمبر ۲۰۲۵ رفت اما خود دیمین پریست نفر دوم توسط لوگان پاول از مسابقه حذف شد. براون استورومن در سال های مختلف با افراد زیاد تگ تیم اجرا کرده است با ست رالینز,پسرکوچکی به نام نیکولاس و ریکوشی هستند اما چون ریکوشی به کمپانی داینامایت رفت او دیگر یار براون استرومن تیم نبود با این حا فرقی نمیکرد چون انها کمربند نداشته اند ولی براون استرومن به هراه ست رالینز تونستند یک کمربند قهرمانی را ببرند و قهرمان مسابقات تیمی تگ تیم جدید کمپانی WWE شوند.

## افتخارات در دبلیودبلیوئی
- برنده گریتست رویال رامبل در سال ۲۰۱۸
- قهرمانی تگ تیم راو به همراه نیکولاس در سال ۲۰۱۸
- برنده چمدان مانی این دبنک در سال ۲۰۱۸
- برنده بتل رویال رسلمنیا ۳۵ در سال ۲۰۱۹
- قهرمانی تگ تیم راو به همراه ست رالینز در سال ۲۰۱۹
- قهرمانی کمربند رده دوم اسمکدان یعنی اینتِر کانتینِنتال درسال ۲۰۲۰
- قهرمانی کمربند یونیورسال در سال ۲۰۲۰